# 反重力赛车2048
《反重力赛车2048》（英語：Wipeout 2048）是玩家操纵反重力飞船在未来风格赛道比赛的竞速游戏，由利物浦工作室开发，索尼计算机娱乐发布。本作2012年在全球范围发售，是索尼PlayStation Vita掌机平台首发游戏，《反重力赛车》系列第九弹，还是利物浦工作室2012年8月关门前的绝响。《反重力赛车2048》是本系列首作的前传，时代背景为2048至2050年。
游戏设计旨在测试PlayStation Vita，利物浦工作室开发期间向索尼提供各方面游戏反馈，可能影响新游戏机设计。部分改善构想得以落实，如在索尼原设计基础上新增后触屏和两个独立操纵杆。
《反重力赛车2048》保留前作《反重力赛车HD》部分技术元素，如可下载内容、在线多人模式、与运行《反重力赛车HD》的PlayStation 3玩家跨平台游戏。本作颇受好评，评论称赞游戏体现PlayStation Vita新平台在图形和视觉方面实力，但批评加载时间长等技术问题。

## 操作

玩家显示界面左起顺时针方向：圈数、时间、当前位置、经验值、車速錶、护盾强度、当前武器

《反重力赛车2048》是玩家操纵反重力飞船在各种场景比赛的竞速游戏，时代背景主要在2048年，是《反重力赛车》系列游戏开山之作的前传，专用赛道尚未建成，用城市街道代替。单人模式以2048至2050年举办的前三年反重力赛车锦标赛为背景，玩家可选速度、敏捷、战斗、原型四种飞船。速度飞船型似一级方程式赛车，是加速、动力表现突出的轻型船，主要用于计时赛等强调速度的比赛。敏捷飞船类似拉力赛车，机动和操控感更强；战斗飞船携带大量武器，牺牲速度换取战斗力。
比赛时操纵飞船飞过彩色武器块可拾取各种武器。黄色是进攻武器，用于摧毁其他飞船；绿色提供地雷、护盾之类防御武器，还可用于加速。游戏模式包括单挑竞速、锦标赛、計時賽、快速绕圈，还有从《反重力赛车HD》开始新增的极限模式，玩家飞船自动加速至极限，看谁生存时间最长。
在线多人游戏的飞船选择和模式与单人相同。游戏支持跨平台在线竞技，玩家PlayStation Vita可分享PlayStation 3平台《反重力赛车HD：狂怒》游戏赛道。《反重力赛车2048》包含可下载内容，两个包裹各有跨平台模式下的12条赛道和12种飞船。

## 开发

### 构想
据利物浦工作室技術總監斯图尔特·洛夫格罗夫透露，《反重力赛车2048》是PlayStation Vita掌机的平台测试游戏，两者同步开发。他知道下一款《反重力赛车》将是新平台首发游戏，还称这对利物浦工作室来说不是什么新鲜事。游戏图形、工具、技术总监克里斯·罗伯茨表示，索尼计算机娱乐早在PlayStation Vita开发早期就请利物浦工作室参与，他对新平台功能提过“良好设想”。《反重力赛车》系列前高级美术师乔恩·艾格尔顿称PlayStation Vita设计受利物浦工作室影响。工作室拿到用于“下一代便携（游戏机）”的开发工具包后成立工作组讨论硬件细节，所提建议包括当时索尼还没想到的触摸屏设备。艾格尔顿推测，新平台发布时带有两个模拟操纵杆完全是因为“利物浦工作室提出需求”。工作室在《反重力赛车2048》和PlayStation Vita开发早期向索尼提供硬件反馈和游戏库，向索尼固件开发人员发送用于测试編譯器的更新程序代码。考虑到PlayStation 3家用游戏机的复杂架构，洛夫格罗夫与罗伯茨对PlayStation Vita如此简洁颇感佩服。

### 设计
《反重力赛车2048》开发组认为PlayStation Vita与PlayStation 3截然不同，洛夫格罗夫表示PlayStation Vita屏幕很小，无需考虑游戏采用高清屏幕同时又要确保支持任何分辨率将遇到的重重困难，开发难度小得多。罗伯茨也表示调整照明效果时“没那么头痛”，在他看来，PlayStation 3RSX现实合成器圖形處理器与PlayStation Vita ARM架構“最明显的”区别就是后者缺少流处理单元，《反重力赛车HD》绝大多数流处理单元代码，如几何剔除、照明效果、渲染都要直接调用图形处理器支持。罗伯茨还表示，PlayStation Vita的图形处理器和ARM架构处理《反重力赛车2048》时比PlayStation 3更得心应手。曾参与BBC Micro ARM架构设计的洛夫格罗夫表示，开发组无需任何优化就能实现目标，ARM架构运行《反重力赛车2048》已经很令人满意。

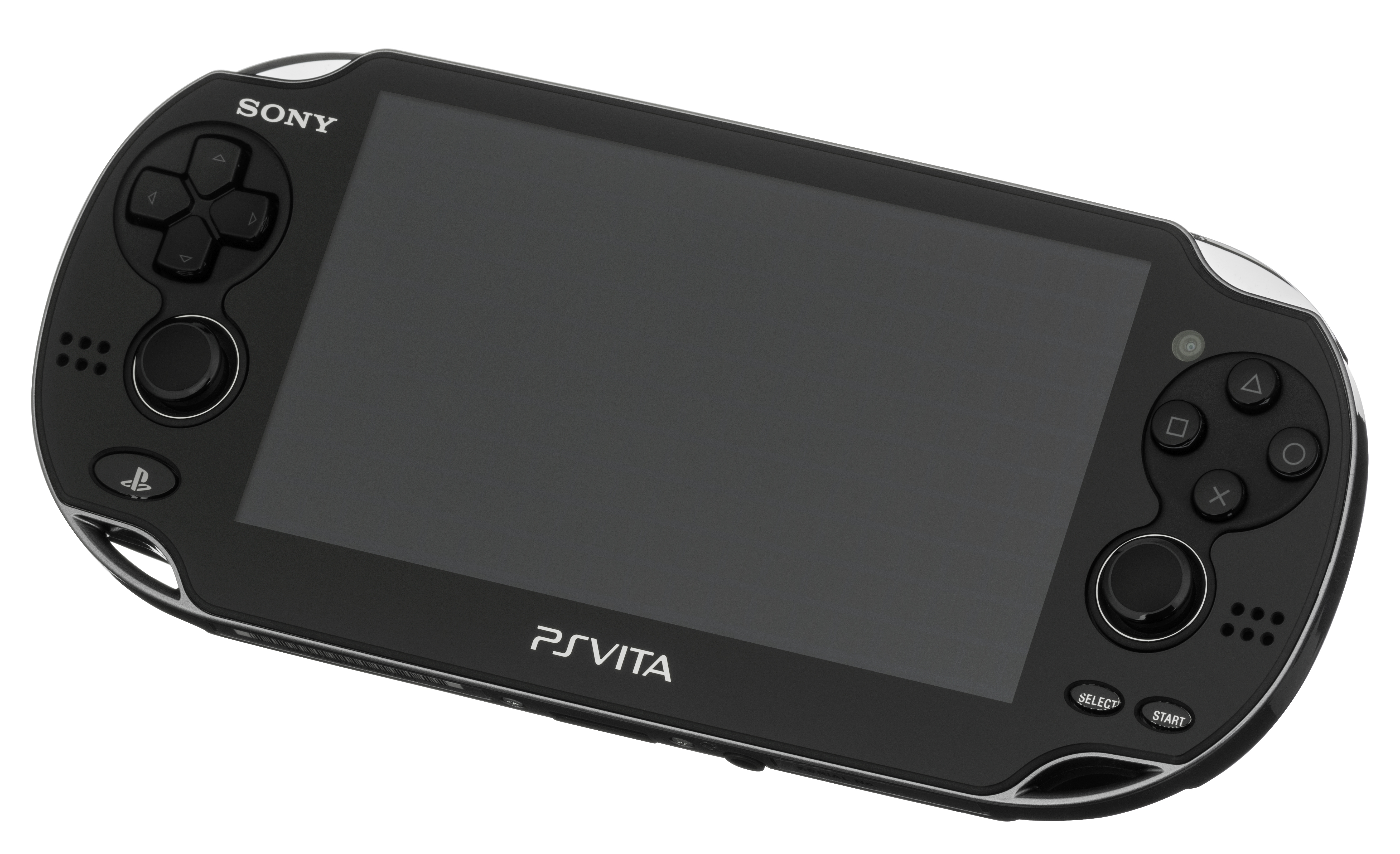
《反重力赛车2048》开发影响初代PlayStation Vita（图）设计

《反重力赛车2048》与《反重力赛车HD》共用着色器程序，无需为新掌机平台重新配置，但据罗伯茨透露，针对PlayStation Vita图形处理器微调着色器效果费时费力。洛夫格罗夫认为针对PlayStation 3和PlayStation Vita的设计方法相通，开发组对此普遍认可，罗伯茨也认为两种平台的共通之处有助开发组“迅速推进”。罗伯茨还称，新游戏的照明系统与《反重力赛车HD》完全相同，两作飞船都采用以图形为基础的照明，结合混合、漫反射、镜面光效果，并以基于顶点的照明系统显示武器。罗伯茨表示，《反重力赛车2048》与《反重力赛车HD》的主要区别在于PlayStation Vita靠图形处理器呈现效果，PlayStation 3靠流处理单元。开发组决定用抗锯齿色彩缓冲实时渲染阴影而非深度缓冲，这样每像素抗锯齿消耗的内存只有八字节，采用四倍多重采样抗锯齿缓冲的成本与32位深度缓冲相同，游戏透明效果更出色。罗伯茨认为新作的色调映射更优异，这一定程度上是因为PlayStation Vita对缓冲格式支持更佳，《反重力赛车2048》的曝光控制和高光效果更好。
罗伯茨称PlayStation Vita的初步设计预期能以每秒30帧速度运行PlayStation 3资源，故游戏开发早期大家就决定牺牲帧率牵就游戏视觉逼真程度。大家参考《反重力赛车HD》的代码提高开发效率，工作室美术和技术组同时运作。洛夫格罗夫表示，开发组打算优先考虑视觉品质，很早就一致同意把帧速定在30。罗伯茨在接受“Eurogamer”采访时称，利物浦工作室在PlayStation 3使用动态帧缓冲器的时间很早，这种算法能在游戏引擎面临压力时降低分辨率，保持游戏品质并优化帧率。这种技术是从《反重力赛车HD》转入《反重力赛车2048》，罗伯茨对此表示，如果锁定帧速和分辨率，所有游戏图形将限制在最低标准。

## 发行与反响
《反重力赛车2048》是2012年初发布的PlayStation Vita首发游戏，面世后普受好评，Metacritic根据收集的63篇评论打出平均分79（最高100），在2012年PlayStation Vita游戏排名第20。游戏入围2012年金摇杆奖最佳掌上游戏，发行时在英国PlayStation Vita游戏畅销榜冲到第二，仅次于《秘境探險：黃金深淵》。
评论称赞游戏的图形和视觉表现堪称PlayStation Vita实力展。IGN的卡姆·謝伊认可游戏细节和深度，但质疑视觉设计，阴暗环境和凌乱世界令赛道模糊、难以辨认。亚当·古德尔在游戏星球发文赞扬游戏图形美不胜收，呈现的艺术声明无处不在，在他所知的电子游戏、特别是竞速游戏难得一见。數碼間諜评论员马克·兰肖与GamesRadar的凯瑟琳·贝利看法类似，认为本作背景画面优于《反重力赛车HD》，兰肖觉得这体现PlayStation Vita的图形实力。《PlayStation官方杂志》刊登大卫·梅克勒姆的文章，称赞《反重力赛车2048》以迷人的照明效果、稳定的帧速、丰富的配色出色展示新硬件实力；丹·莱克特在《Game Informer》发文，认为快节奏的比赛完美体现PlayStation Vita图形功能。Jeuxvideo.com的弗里德里克·戈扬认可游戏采用PlayStation Vita的有機發光二極體显示屏，新作与《反重力赛车HD》的图形增强功能几乎没区别。在他看来，《反重力赛车2048》“在任何情况下都很流畅”，基本等同小屏幕上的《反重力赛车HD》。Game Revolution刊登希思·辛德曼的评论，认为本作的确体现PlayStation Vita的图形实力，但游戏视距还很有限。《反重力赛车2048》的赛道设计颇受好评。西蒙·帕金在《衛報》发文，赞扬游戏完全体现时代风格的赛道细节，与前作在视觉上保持一致；口袋游戏玩家的彼得·威灵顿认为《反重力赛车》系列以本作赛道设计最佳。另据塞巴斯蒂安·海利在VentureBeat发文所述，如果赛道设计“再大胆一点”，相信《反重力赛车2048》会更优秀。
威灵顿发现本作的视觉体验存在混疊，整体就像PlayStation 3平台《反重力赛车HD》的阉割版。《Edge》杂志评论同样认为《反重力赛车2048》视觉上不像该系列采用典型科幻背景的其他作品那么令人振奋，就像利物浦工作把时间轴“倒带”，新作多一分脚踏实地，少一点未来风格。马丁·加斯顿在VideoGamer.com网站表示，《反重力赛车2048》 选择的未来背景不那么遥远，更贴近现实，美学设计与前作不同，品质不遑多让。GameSpot的马克·沃尔顿认为游戏非常流畅，视觉呈现美不胜收，给予玩家真实的速度感，景观令人叹为观止，但一定程度上有些缺乏创新。保罗·富法里在统一玩家在线发文赞扬《反重力赛车2048》的视觉风格，声称只有本作才真实展现PlayStation Vita的实力，特别是极限模式类似《電子世界爭霸戰》的视觉呈现，以及游戏整体保持稳定的帧率。Destructoid的戴尔·诺斯指出，《反重力赛车》每一代作品都堪称对应平台实力舞台，《反重力赛车2048》无愧为PlayStation Vita首发游戏。他认为游戏画面美观，“如前作般速度与华丽并重”，在PlayStation Vita高分辨率屏幕上的表现实在了不起，飞船与未来风格背景“从屏幕一闪而过”。海利赞扬新作遵循《反重力赛车》系列一贯的高标准视觉品质。
评论认可《反重力赛车2048》支持PlayStation Vita模拟控制杆操作。戈扬对游戏针对PlayStation Vita陀螺儀优化、触摸屏功能、模拟操纵杆使用效果赞不绝口。 帕金指出，游戏开发遇到许多技术障碍，开发人员在克服问题期间受益良多；他还称，与《反重力赛车HD》相反，开发人员无意加大PlayStation Vita模拟操纵杆的操作难度。兰肖认为PlayStation Vita模拟操纵杆操作流畅、反应灵敏，但不熟悉该系列游戏的玩家可能难以适应。他认为游戏时用陀螺仪驾驶飞船、用触摸屏吃威力升级感觉酣畅淋漓，只是触摸板的精确度不及操纵杆。游戏操作备受好评，如重玩價值、难度平衡等。莱克特认为本作重玩价值适中，还称模拟操纵杆控制飞船表现出彩，但明显缺乏牵引力。辛德曼指出，三种默认设置还远远不够，如果支持自定义配置肯定会更得玩家青睐。威灵顿称赞本作是《反重力赛车》系列最佳掌机游戏，特别是紧密配合的操控、多种多样的内容。《Edge》杂志称多人模式提升游戏“份量和价值”，以独特视角展现PlayStation Vita的线上游戏潜力。谢伊与贝利指出，《反重力赛车》系列一向采用60帧率，但本作直接减半。Giant Bomb的杰夫·格斯特曼觉得游戏基本表现稳定，帧率仅偶尔影响操作和速度。伊恩·德兰斯菲尔德在《Play》发文赞扬《反重力赛车2048》的重玩价值和多人游戏功能，认为这正是玩家愿意反复启动的游戏。梅克勒姆认为本作的难度平衡一直很出色，长时间的比赛能始终保持强烈魅力实在惊人，而非用来打发空档时间的东西。
评论员批评《反重力赛车2048》加载时间长。格斯特曼认为游戏各种技术问题以加载时间最突出；谢伊也称玩家“急着竞速时”却要等上30秒加载实在令人心焦。古德尔觉得加载时间虽长，但还不至于掩盖其他方面表现，整体游戏体现令人“心满意足”。贝利感觉在线模式表现出色，非常易于操作，令《反重力赛车》系列增色不少。她称赞游戏用户界面简洁闪亮，基于触摸屏的菜单“令人赏心悦目”。帕金批评加载时间过长，掌上游戏竞争激烈，讲究瞬间加载，《反重力赛车》这样一停就是至少20秒无疑影响竞争力。
威灵顿认为加载时间太长与正常的游戏节奏“完全对立”，无疑影响游戏体验。加斯顿也称加载时间“根本无可原谅”，自称选择赛事后大概要等50多秒，玩家要是在做别的事儿，基本上不可能好好玩一场。沃尔顿同样认为掌机游戏加载时间这么长实在令人恼火，等待40多秒才开始比赛未免太夸张。富法里表示《反重力赛车2048》的加载时间之长在PlayStation Vita名列前茅，但还不足以影响他向读者推荐，而且他眼中该平台值得推荐的竞速游戏实在不多。海利也觉得本作加载时间很长，但这不过是PlayStation Vita首发游戏的通病。